# Confessions of an Heiress
Confessions of an Heiress: A Tongue-in-Chic Peek Behind the Pose es un libro de 2004 coescrito por Paris Hilton y Merle Ginsberg. Incluye fotografías a todo color de Hilton y da consejos en la vida como una heredera. Hilton ha recibió $100,000 en anticipo de este libro. El libro fue parodiado por Robert Mundell en The Late Show with David Letterman. El libro se convirtió en lo más vendido de The New York Times.